# A Dead Man's Honor
A Dead Man's Honor è un cortometraggio muto del 1911. Il nome del regista non viene riportato nei credit del film che, prodotto dalla Vitagraph, aveva come interpreti Maurice Costello, Mabel Normand e Julia Swayne Gordon.

## Trama
Quando Helen Mallory sceglie come marito Henry, il fratello di questi, Hugh, anche lui innamorato della ragazza, se ne va via di casa, lasciando un biglietto dove spiega il motivo della sua partenza. Disperata, sua madre è talmente consumata dal dolore che Henry, per salvarla, decide di partire alla ricerca del fratello. Lo ritroverà tra i monti del Colorado, dove Hugh si è dato alla macchia, diventando un bandito. La diligenza dove viaggia Henry viene infatti assalita da un desperado che lui ferisce, sparandogli. Quando scopre che l'assalitore è suo fratello, Henry lo fa fuggire, dichiarando poi allo sceriffo di essere lui il bandito. Ma Hugh, pentito, si consegna alla legge chiedendo che la ricompensa della sua cattura vada al fratello. Ritornato a casa, Henry trova la madre ormai in punto di morte: per consolare i suoi ultimi momenti, finge di essere Hugh, il figlio più amato, e lei, malata e cieca, credendo a quella bugia, può morire felice.

## Produzione
Il film fu prodotto dalla Vitagraph Company of America.

## Distribuzione
Distribuito dalla General Film Company, il film - un cortometraggio in una bobina - uscì nelle sale cinematografiche statunitensi il 23 maggio 1911.